# Xã Burke, Quận Little River, Arkansas
Xã Burke (tiếng Anh: Burke Township) là một xã thuộc quận Little River, tiểu bang Arkansas, Hoa Kỳ. Năm 2010, dân số của xã này là 297 người.